# Árbol Malato
El Árbol Malato (en euskera, Malato Zuhaitza), o Árbol Gafo, fue el árbol que marcaba la frontera del Señorío de Vizcaya en la localidad alavesa de Luyando, municipio de Ayala.
Su origen se remonta a la legendaria batalla de Padura a mediados del siglo IX, cuando las tropas vizcaínas de Jaun Zuria persiguieron hasta este punto al derrotado ejército astur. Es entonces cuando clavan una espada en el árbol prometiendo que seguirán hasta allí al Señor de Vizcaya siempre que así lo requiera. La hipótesis más extendida sostiene que de ahí deriva el término malato, es decir, enfermo o golpeado. A partir de este punto, los vizcaínos deberán recibir un sueldo si van a la guerra al sur. Así lo recoge el Fuero Viejo de Vizcaya de 1452, y la Ley V del Título primero del Fuero Nuevo de 1526.
El árbol original desapareció y en su lugar, se erigió una cruz en 1730 con la inscripción:

"Este es el sitio donde estaba el memorable Árbol Malato del que hablan las historias y la Ley quinta del Título primero del Fuero del Muy Noble y Leal Señorío de Vizcaya. Año 1730"